# 막장 드라마
막장 드라마는 복잡하게 꼬여있는 삼각 관계, 현실상으로는 말이 될 수 없는 상황 설정, 매우 자극적인 장면을 이용해서 줄거리를 전개해가는 드라마를 의미한다. 막장 드라마의 하위 장르로는 에로 드라마나 속물 드라마가 있다. 줄여서 막드라고도 한다.
자극적이고 극단적인 설정을 사용하여 부정적인 평가를 받지만, 대다수가 높은 시청률을 기록하여, 흔히 ‘욕하면서 보는 드라마’로 불린다. 극단적인 설정으로 사회적 파장을 일으키기도 한다.

## 역사
2007년부터 '인생 막장 드라마'라는 표현으로 사용되기 시작하였으며, 본격적으로 사용되기 시작한 것은 SBS 《조강지처 클럽》이 큰 인기를 끌면서부터이다.

## 대표적인 작가
- 임성한
- 문영남
- 김순옥
- 서영명
- 김사경
- 최연걸